# Ménétréols-sous-Vatan
Ménétréols-sous-Vatan – miejscowość i gmina we Francji, w Regionie Centralnym, w departamencie Indre.
Według danych na rok 1990 gminę zamieszkiwało 149 osób, a gęstość zaludnienia wynosiła 5 osób/km² (wśród 1842 gmin Regionu Centralnego Ménétréols-sous-Vatan plasuje się na 988. miejscu pod względem liczby ludności, natomiast pod względem powierzchni na miejscu 342.).